# 斯拉沃廷角
62°19′39″S 58°54′31.5″W / 62.32750°S 58.908750°W

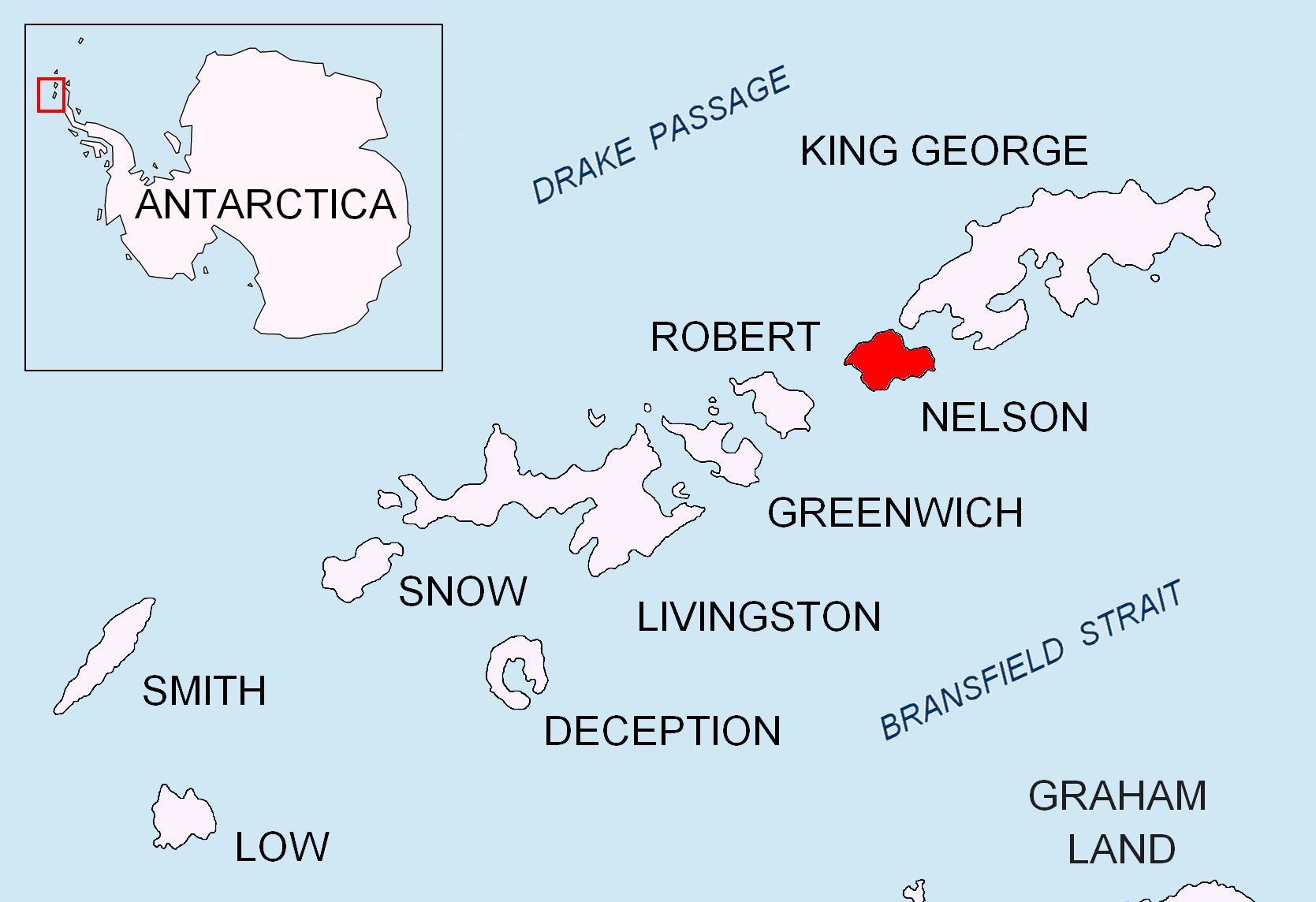

斯拉沃廷角（Slavotin Point），是南極洲的海岬，位於南設得蘭群島，處於迪圖瓦角西南面4.47公里、伊凡亞歷山大角東北面4.17公里和羅斯角東北面11.31公里，是圖伊達灣入口處東部，以保加利亞東北部城鎮命名，現時由南極條約體系管理。